# ダスキン
株式会社ダスキン（英: Duskin Co., Ltd.）は、大阪府吹田市（江坂地区）に本社を置く日本の企業。清掃業務を中心に、外食産業なども展開する。ミスタードーナツの事業本部でもある。

## 社名
「ダスキン」は英語の「ダスト」と日本語の「ぞうきん」の合成語。当初は「株式会社ぞうきん」という社名にしたらどうかという提案も創業者の鈴木清一から出たといわれるが、社員の「人に言いにくい」「嫁が来ない」などの反対により、この社名になったという。鈴木は、「自分が汚れた分だけ人が綺麗になる『ぞうきん』で何が悪いのか」とも言ったといわれる。
もう一つの説は創業者の経営理念の中にある一節、「新しく生まれ変わるチャンスです」＝「脱皮」から脱（だ）＋皮（スキン）＝ダスキンになったとも言われる。
なお、創業当時の社名は「サニクリーン」であった。現存する同名の会社はダスキンと創業者が同一のビルメンテナンス会社ケントク新生舎（現・ケントク）が中心となって設立されたサニクリーン東京を前身としているが、現在は資本・人材などの関係はない。
ロゴは “DUSK!N” と “I” が「!」（エクスクラメーションマーク）となっている。

## 社訓等
創業者である鈴木が「祈りの経営」、『喜びのタネをまこう』という理念を掲げた。
宗教色が強い企業である。これは、鈴木が20歳の時に肋膜炎を患い、養母の愛情に救われたのをきっかけに宗教に目覚め、養母の信仰する金光教に入信したことや、京都府京都市山科区にある新宗教団体「一燈園」の創始者である西田天香に師事していたことによる。このため、社員のことを「働きさん」と呼び、入社順に「働きさんナンバー」が割り振られる。また給料を「お下がり」、ボーナスを「ご供養」、朝礼を「おつとめ」と呼び習わしている。また、働きさんは必ず一燈園に泊まり込みで修行を行うほか、朝礼時や株主総会などが行われる際には般若心経や前述した経営理念を唱えたりする勤行が行われている。

## 創業
一燈園を信仰していた鈴木が渡米時、AT&Tで行われていた電話事業所での新しい清掃方法（ダストコントロール）を知人を通じて知り、このシーズの事業化と日本市場導入を志し、創業に至った。
市場導入に当たっては、これも渡米時に知った新しいビジネスモデルのフランチャイズシステムを採用することにより、事業規模の急速な拡大をはかった。日本におけるフランチャイズシステムの最も初期の事例のひとつである。『ミスタードーナツ』事業にあっても、同じくアメリカよりファーストフードという当時の新しいカテゴリーをフランチャイズシステムに乗せることにより成功させた。

## 沿革

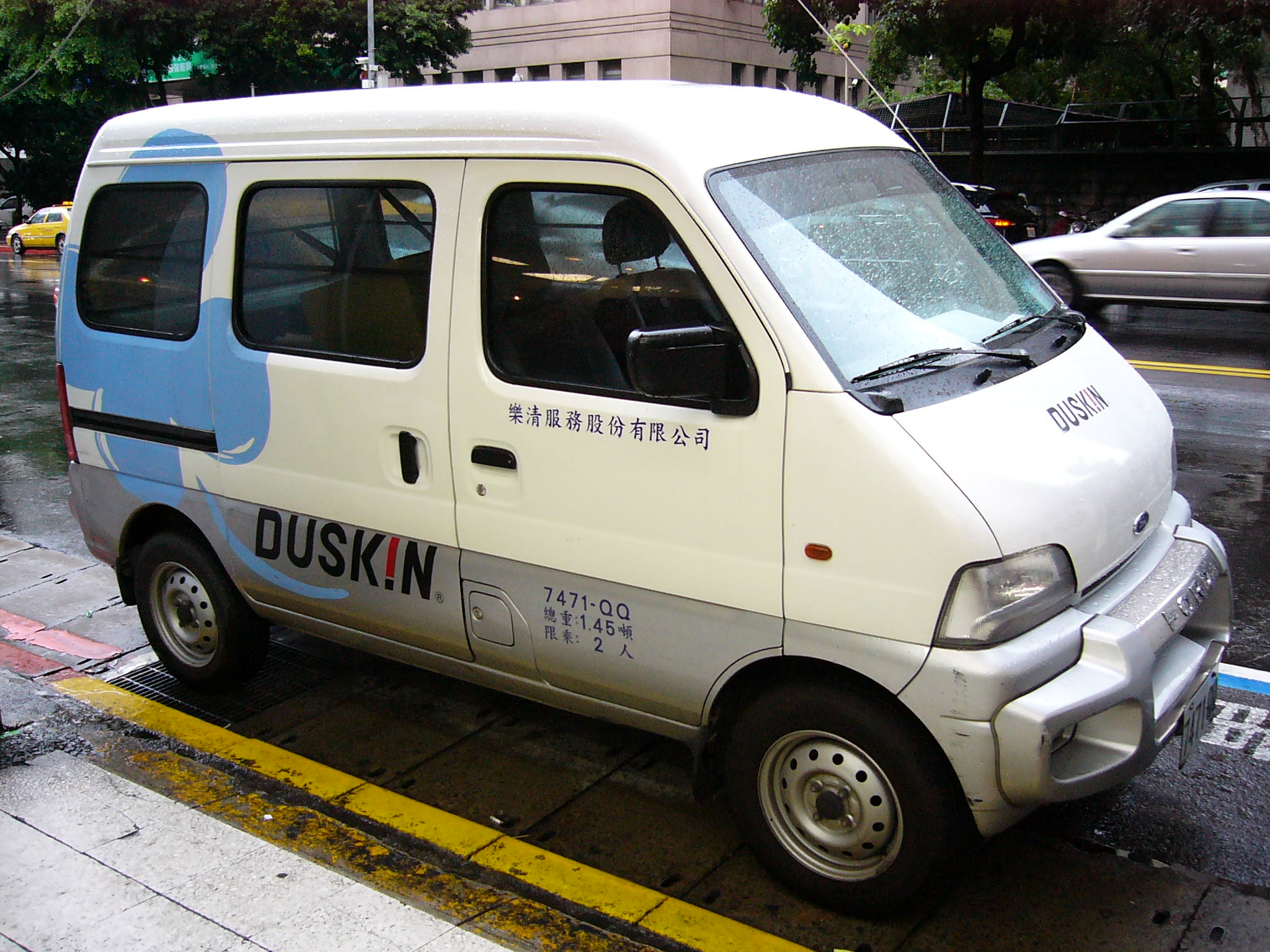
ダスキン台湾

- 1963年（昭和38年） - 株式会社サニクリーンを設立、創業。
- 1964年（昭和39年） - 化学雑巾発売。社名を「ダスキン」に改名。
- 1971年（昭和46年） - アメリカ合衆国のミスタードーナツ・オブ・アメリカ社[注 3] と提携し、ドーナツ販売業務を開始、翌年第1号店を箕面市にオープンさせる。
- 1971年（昭和46年） - サービスマスター社（米）と提携し、サービスマスター事業を開始。
- 1978年（昭和53年） - ユナイテッドレントオール社（米）と提携し、レントオール事業を開始。
- 1988年（昭和63年） - サービスマスター社（米）と提携し、害虫獣駆除事業（現ターミニックス事業）を開始。
- 1989年（平成元年） - サービスマスター社（米）と提携し、メリーメイド事業を開始。
- 1990年（平成2年） - H.N.フェルナンデス社（米）と提携し、カフェデュモンド事業を開始。
- 1991年（平成3年） - 日本水産株式会社との共同出資によるザ・どん事業を開始。
- 2000年（平成12年） - ホームインステッド・シニアケア社（米）と提携し、ホームインステッド事業（現ライフケア事業）を開始。
- 2002年（平成14年） - ミスタードーナツの禁止添加物事件とその事実隠蔽加担により上田武社長辞任。代わり、伊東英幸常務が社長就任。
- 2004年（平成16年） - 三井物産株式会社と業務提携。
- 2006年（平成18年） - 12月12日付けで東証一部、大証一部に上場。
- 2007年（平成19年） - 6月27日、上場後初の株主総会を大阪リーガロイヤルホテルにて開催。
  - 三井物産株式会社との合弁会社「ミスタードーナツコリア」が韓国・ソウルに1号店をオープン。
- 2008年（平成20年）
  - 株式会社サカイ引越センターと業務提携。
  - 株式会社モスフードサービスと資本・業務提携。
  - ミスタードーナツ、上海での事業拡大を目的に台湾の統一超商股有限公司と合弁契約。
- 2009年（平成21年）
  - 株式会社ニチイ学館と資本・業務提携。
  - 株式会社ガリバーインターナショナルと業務提携。
- 2010年（平成22年）
  - 7月、カフェデュモンドの日本国内の2店舗で、粉末コーヒー商品で異物混入が発覚し、日本での運営母体の同社が自主回収に乗り出す。
  - 10月、化粧品分野拡大のため、アザレプロダクツ株式会社及び共和化粧品工業株式会社を子会社化。
- 2011年（平成23年）
  - 5月、東北地方太平洋沖地震の被災者支援として、消費者からの募金により義援金1億円を寄付。
  - 時期不明、株式会社どんを完全子会社化（日本水産との合弁解消）。
- 2012年（平成24年）
  - 韓国でのダストコントロール事業を開始。
  - 蜂屋乳業株式会社を完全子会社化。
- 2013年（平成25年） - エムディフード株式会社設立。
- 2014年（平成26年） - 中外産業株式会社を完全子会社化。
- 2015年（平成27年） - ミスタードーナツがインドネシアに1号店をオープン。
- 2016年（平成28年）
  - 家事支援外国人受入事業者として、神奈川県および大阪府からダスキンが特定機関として認定を受けた。
  - 株式会社どんの全株式をフジオフードシステムに売却。
- 2017年（平成29年） - 家事支援外国人受入事業者として、東京都からダスキンが特定機関として認定を受けた。
- 2018年（平成30年） - 執行役員制度を導入。

## 主なサービス・ブランド

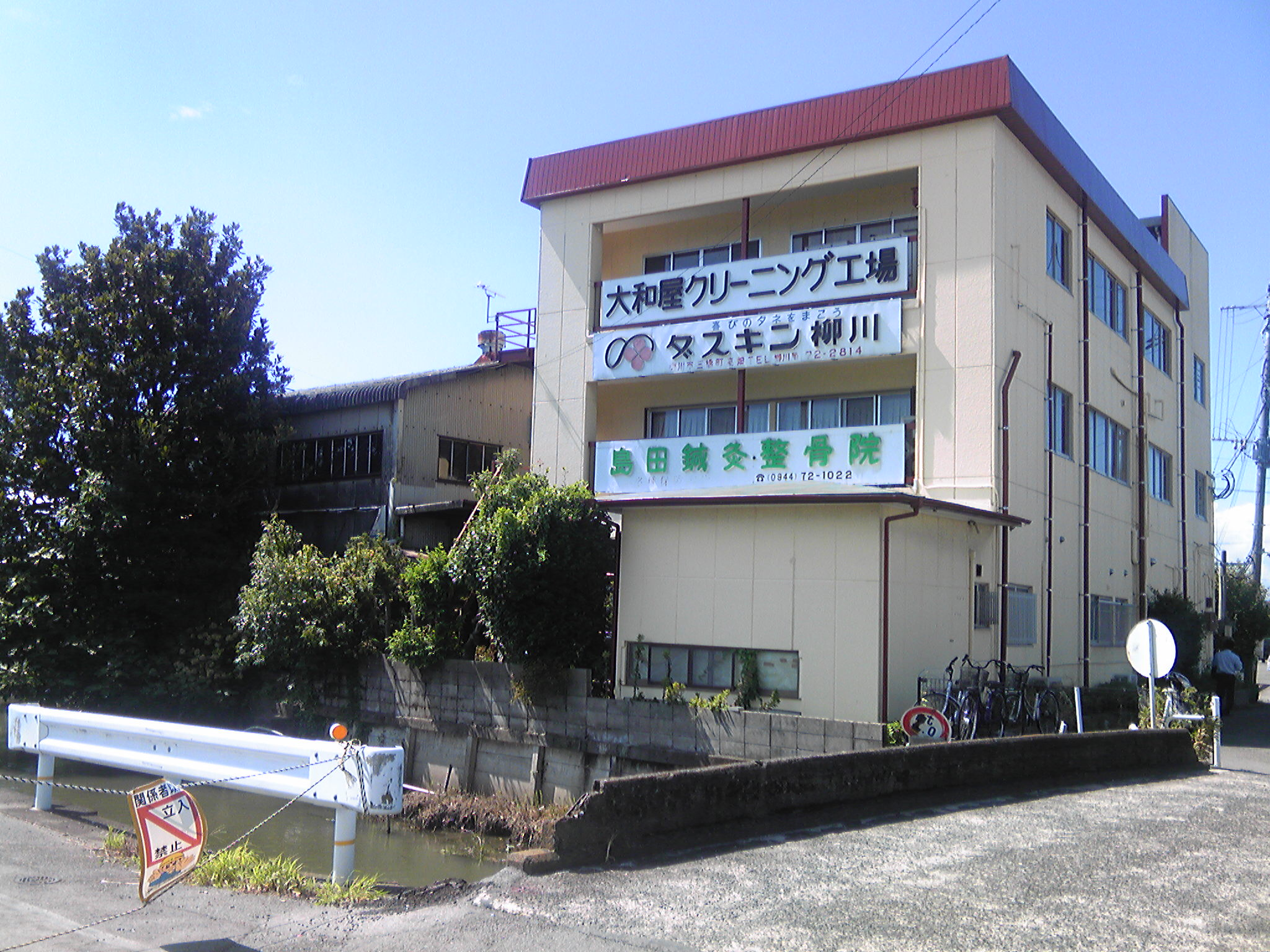
ダスキン工場の1つ、ダスキン柳川
（福岡県柳川市三橋町）

埃取り用のモップ・化学雑巾・浄水器などの清掃・衛生用品レンタルサービスや各種清掃サービスを中核とするクリーンサービス事業を行っている。また、ミスタードーナツを中心とする外食事業も会社の売上高の多くの比重を占める。
ダスキンはダストコントロール事業やサービスマスター、メリーメイド等を「訪販グループ」、ミスタードーナツやカフェデュモンド等の事業を「フードグループ」、ダスキンヘルスケアや海外事業等は「その他」として区分している。各事業毎のチェーン店を含む売上高は以下の通り。
|                | 2014年3月期 | 2015年3月期 | 2016年3月期 | 2017年3月期 | 2018年3月期 | 割合 |
| -------------- | ----------- | ----------- | ----------- | ----------- | ----------- | ---- |
| 訪販グループ   | 276,956     | 270,390     | 274,005     | 272,633     | 272,577     | 71%  |
| フードグループ | 106,426     | 105,631     | 95,549      | 86,058      | 81,148      | 21%  |
| その他         | 23,842      | 25,539      | 29,103      | 25,855      | 28,378      | 7%   |
| 合計           | 407,225     | 401,561     | 398,658     | 384,547     | 382,104     | 100% |

### 訪販グループ
- ダストコントロール（掃除用品レンタル関係）
- サービスマスター（ハウスクリーニング関係）
- メリーメイド（家事代行関係）
- ターミニックス（害虫駆除関係）
- トータルグリーン（庭管理、造園関係）
- ホームリペア（住まいの補修関係）
- ユニフォームサービス
- ドリンクサービス
- ヘルス＆ビューティ（化粧品関係）
- アザレプロダクツグループ（化粧品関係）
- レントオール（総合レンタル関係）
- ヘルスレント（介護・福祉用具レンタル関係）
- ライフケア（介護関係、自費サービス）

### フードグループ
- ミスタードーナツ（ファーストフード関係）
- モスド（ファーストフード関係、モスフードサービスとの共同事業）
- かつアンドかつ（ファーストフード関係、ダスキンが100%出資する別法人が運営している[3]）
- カフェデュモンド（ファーストフード関係、1990年から2018年までフランチャイズ展開した後、終了）
- カーニバルプラザ（焼肉店関係、6店舗をフランチャイズ展開したが、全て閉店）
- ベーカリーファクトリー（パン関係、2013年11月から2022年3月までフランチャイズ展開した後、終了してStone Food Entertainmentへ譲渡している[4]）
- ザ・シフォン&スプーン（デザート関係、2016年から2020年までフランチャイズ展開した後、終了している[5][6]）
- パイフェイス（パイ関係）

### その他
- （株）ダスキンヘルスケア
- ダストコントロール（海外）
- ミスタードーナツ（海外）

### 日本国外
- 統一多拿滋 -  中華民国（台湾）
- 楽清（上海）清潔用具租賃有限公司 -  中華人民共和国
- 統一多拿滋（上海）食品有限公司 -  中華人民共和国
- 楽清香港有限公司 -  香港
- MISTER DONUT KOREA CO.,LTD. -  韓国
- en:Big Apple Donuts and Coffee

## テレビのスポンサー展開
フジテレビ系の朝のワイドショー番組（現在の「めざまし8」に当たる枠）を「小川宏ショー」時代から長年提供していたり、江崎グリコ降板後の「まんが日本昔ばなし」（土曜19時放送時代）、「NNNきょうの出来事」などの報道・情報系番組の提供も一時期行っていた。このほかにテレビ大阪製作テレビ東京系の土曜（もしくは日曜）16時 - 17時15分放送の特別番組の提供も行っている。
また、1998年には、地上波テレビ放送では日本初となる3分間のロングコマーシャル「ダスキン100番100番劇場」（さだまさし主演のコント）をフジテレビ系を中心に（後にはテレビ東京系でも）放送していたことがある。
提供クレジットは「DUSK!N」名義で出稿している。
「ミスタードーナツ」部門の度重なる不祥事でCMを自粛した時期もあった。
2024年（令和６年）10月現在の提供番組
- DayDay.（日本テレビ系列） ※木曜前半スポンサー
- ニッポンハムレディスクラシック（テレビ東京系列）

過去の提供番組（上記以外）
- 速報Jリーグ （TBS系列）
- JNN報道特集（TBS系列）
- スーパーワイド（TBS系列、TBSのみ）
- ウルトラマンキッズのことわざ物語（TBS系列）※番組後期。前期はミスタードーナツが提供。
- まんが日本昔ばなし（毎日放送制作・TBS系列）
- 加トちゃんケンちゃんごきげんテレビ(TBS系列)
- ジャングルTV ～タモリの法則～（毎日放送制作・TBS系列）
- 世界ウルルン滞在記（毎日放送制作・TBS系列）
  - 後番組世界ウルルン滞在記ルネサンス→ウルルン2008
- 地球発19時（毎日放送制作・TBS系列）
- クイズ!!ひらめきパスワード（毎日放送制作・TBS系列）
- FNNスーパータイム（フジテレビ系列、隔日）
- 小川宏ショー（フジテレビ系列）
- おはよう!ナイスデイ（フジテレビ系列）
- ハイ!土曜日です→DOサタデー（関西テレビ制作・フジテレビ系列）
- 関西テレビ製作フジテレビ系の火曜22時枠ドラマ（「鬼嫁日記」や「アンフェア」等のヒット作を生み出したドラマ枠。2007年3月で提供終了）
- 素敵にドキュメント（ABC制作・テレビ朝日系列）
- パネルクイズ アタック25（ABC制作・テレビ朝日系列）
- ANNニュースファイナル（テレビ朝日系列、1984年頃）
- NNNきょうの出来事（日本テレビ系列）
- 1番ソングSHOW（日本テレビ系列）
- ウェークアップ!（よみうりテレビ制作・日本テレビ系列）
- 秘密のケンミンSHOW（ytv制作・日本テレビ系列）
- 情報ライブ ミヤネ屋（ytv制作・日本テレビ系列）
- 真実解明バラエティー!トリックハンター（日本テレビ系列）
- 地球感動配達人 走れ!ポストマン （毎日放送制作・TBS系列）
- バンバンバン（毎日放送制作・TBS系列）
- 朝だ!生です旅サラダ（ABC制作・テレビ朝日系列）
- スーパーモーニング（テレビ朝日系列・生CM）
- 驚きももの木20世紀（ABC制作・テレビ朝日系列）
- ワールドビジネスサテライト（テレビ東京）
- にじいろジーン（関西テレビ制作・フジテレビ系列）
- 林先生が驚く初耳学!（MBS制作・TBS系列）※2015年4月から2018年3月まで。後継は野村證券。
- スッキリ（日本テレビ系列）※木曜9時台ナショナルスポンサー。2018年9月末まで、同年4月より『ヒルナンデス!』へ移動。後継はマンナンライフ。
- ヒルナンデス!（日本テレビ系列）※火曜12時台ナショナルスポンサー。※2018年10月から2020年3月まで。火曜ドラマに移動 。
- 火曜ドラマ（TBS系列） - 『私の家政夫ナギサさん』から。家事代行の監修としてもクレジットされている。2020年5月19日『「逃げるは恥だが役に立つ」総集編』より提供開始。『ヒルナンデス!』から移動。『おカネの切れ目が恋のはじまり』2020年9月29日放送分まで。
- ひるおび!（TBS系列）※水曜13時台ナショナルスポンサーなど多数。
- シューイチ（日本テレビ系列）※9時台ナショナルスポンサー
- 森田一義アワー笑っていいとも！（フジテレビ系列、隔日）

## 広告に出演したタレント（現在も含む）
- 岡本太郎（1988年） - 自身がデザインした「フリーデザインマット」の広告に出演。テレビCMは翌1989年の第29回国際放送広告賞を受賞した。
- 山本直純
- さだまさし - 2000年代前半までテレビ広告に出演。比較的長期にわたって出演していたため、子供達から「ダスキンのおじさん」と呼ばれる程だった。
- 逸見政孝（1993年） - 創業30周年広告にさだと共演した。この広告が、逸見自身の生涯最後の広告出演となった。
- きんさんぎんさん（1992年） - テレビ広告に出演。広告出演がきっかけでメディア出演が急増した。
- 泉ピン子
- 宮崎美子
- 中島知子（オセロ）
- 大橋のぞみ
- 山本栄治（アンバランス）
- 森田健作
- 所ジョージ
- 鴻上尚史
- 大野拓朗
- 角田晃広（東京03）（2013年） - エアコンクリーニングテレビ広告
- 観月ありさ（2014年 - 2016年）
- ディーン・フジオカ （2016年 - 2018年）[8]
- 柳原可奈子（2017年）
- 肘井美佳（2016年 - 2018年）
- 津田千多代、蟹江美根代（蟹江ぎんの三女と五女、2018年3月18日） - 新聞広告[9]
- 風間俊介（2018年 - 2023年）
- 趣里（2018年 - 2023年）
- ロングコートダディ兎（2021年）
- Dr.ハインリッヒ幸（2022年）
- 大泉洋（2024年 - ）

## テレビ番組
- 日経スペシャル カンブリア宮殿 「サービスを売るな！時間を売れ！」（2008年6月9日、テレビ東京）- 出演：代表取締役社長 伊東英幸[10]。

## 書籍

### 関連書籍
- 『ダスキン 道と経営 心の豊かさを追求する』（著者:駒井茂春）（1987年6月26日、ダイヤモンド社）ISBN 9784478340110
- 『いま、サービスビジネスがおもしろい ダスキン・21世紀戦略を追う』（著者:岡本学）（1989年11月10日、ダイヤモンド社）ISBN 9784478340172
- 『フランチャイズは人生の道 ダスキン成長の秘密』（著者:駒井茂春）（1992年11月16日、善本社）ISBN 9784793903069
- 『損の道をゆく経営 ダスキン会長 駒井茂春・祈りの経営語録 Ⅰ』（著者:駒井茂春）（1996年4月5日、経済界）ISBN 9784766702941
- 『すべてを喜べる生き方 ダスキン会長 駒井茂春・祈りの経営語録 Ⅱ』（著者:駒井茂春）（1996年4月5日、経済界）ISBN 9784766702958
- 『ダスキン 祈りの経営 鈴木清一のことば』（著者:鈴木清一、監修:浅野喜起）（1997年10月10日、致知出版社）ISBN 9784884745226
- 『起業の遺伝子 起業の積み重ねがダスキンを強くした』（著者:老川芳明）（2002年4月16日、経済界）ISBN 9784766782417
- 『敗れざる者 ダスキン創業者・鈴木清一の不屈の精神』（著者:神渡良平）（2011年8月3日、PHP研究所）ISBN 9784569798653